# 扎維亞贊齊
49°40′40″N 23°15′9″E / 49.67778°N 23.25250°E
扎維亞贊齊（烏克蘭語：Зав'язанці），是烏克蘭西部的村莊，隸屬利維夫州的亞沃里夫區。該村始建於1446年，面積1.45平方公里，海拔高度293米，2001年人口805，人口密度每平方公里556.32人。